# Mette Tronvoll
Mette Tronvoll (* 1965 in Trondheim, Norwegen) ist eine norwegische Fotokünstlerin.

## Leben
Mette Tronvoll studierte an Kunsthochschulen in Norwegen und der Parsons The New School for Design in New York. Ihre Arbeiten sind in zahlreichen öffentlichen Sammlungen im In- und Ausland vertreten, darunter im Moderna Museet in Stockholm, im Metropolitan Museum of Art in New York und in der Kunsthalle zu Kiel. Die Künstlerin lebt in Oslo und Berlin.

## Werk
Nach den Anschlägen vom 11. September 2001 erhielt Mette Tronvoll die Genehmigung, monatelang eine Spezialeinheit zu beobachten, die in einem abgelegenen Militärcamp in Nordnorwegen zur Abwehr von Terroranschlägen ausgebildet wird. Die Soldaten durften aus Sicherheitsgründen ihr Gesicht nicht zeigen. So entstanden Aufnahmen, bei denen die Protagonisten entweder in Rückenansicht gegeben sind oder ihr Gesicht hinter Sturmmasken verbergen.

## Einzelausstellungen (Auswahl)
- 2011 Haus am Waldsee, Berlin
- 2011 Landesgalerie am Oberösterreichischen Landesmuseum, Linz, Österreich
- 2010 Rogaland Kunstmuseum
- 2010 Bergen Art Museum/Kunstmuseum, Bergen, Norwegen
- 2004 Kunstnernes Hus, Oslo (Katalog)
- 2002 Hippolyte Photographic Gallery, Helsinki
- 2002 SK Stiftung Kultur, Köln
- 2001 Museet For Samtidskunst, The National Museum of Contemporary Art, Oslo
- 2001 Christianssands Kunstforening, mit Eline Mugaas, Kristiansand
- 2001 Trondheim kunstmuseum, Trondheim
- 2000 „Isortoq Unartoq“ Travelling exhibition/Katalog
- 2000 Kunsthalle Baden-Baden
- 2000 Künstlerhaus Bethanien, Berlin
- 2000 Nordjyllands Kunstmuseum, Aalborg
- 1994 „AGE Women 25-90“ Trondheim Kunstmuseum, Trondheim (Katalog)